# Nyctophilus
Nyctophilus (Leach, 1821) è un genere di pipistrelli della famiglia dei Vespertilionidi.

## Descrizione

### Dimensioni
Al genere Nyctophilus appartengono pipistrelli di piccole dimensioni, con lunghezza della testa e del corpo tra 38 e 75 mm, la lunghezza dell'avambraccio tra 31 e 47 mm e un peso fino a 20 g.

### Caratteristiche craniche e dentarie
Il cranio è molto simile a quello del genere Antrozous, con una scatola cranica alta e liscia, il rostro e la bolla timpanica relativamente grandi. Il palato si restringe gradualmente, mentre la regione inter-orbitale non è particolarmente depressa. Gli incisivi inferiori hanno la corona bassa e tricuspidata. Quelli superiori sono lunghi circa la metà dei canini. I denti masticatori sono normali.
Sono caratterizzati dalla seguente formula dentaria:

### Aspetto
Il muso è lungo e termina con un'escrescenza carnosa discoidale sulla quale si aprono le narici, il cui margine superiore è talvolta diviso da un solco e dietro alla quale è presente un grosso rigonfiamento. Le orecchie sono grandi, ovali, angolate in avanti e unite solitamente alla base da una membrana cutanea. Il trago è corto, triangolare e con l'estremità arrotondata. Le ali sono attaccate posteriormente alla base delle dita dei piedi. Il secondo e terzo metacarpo sono circa uguali, essendo il terzo alquanto più corto. La coda è lunga ed inclusa nell'ampio uropatagio. Il calcar è molto lungo e spesso provvisto di un lobo terminale di rinforzo.

## Distribuzione
Il genere è diffuso in alcune isole della Piccola Sonda, inclusa probabilmente Timor, e dalla Nuova Guinea fino all'Australia e alla Tasmania.

## Tassonomia
Il genere comprende 16 specie.
- N.major Group
  - Nyctophilus corbeni
  - Nyctophilus daedalus
  - Nyctophilus major
- N.gouldi Group
  - Nyctophilus gouldi
  - Nyctophilus holtorum
  - Nyctophilus nebulosus
  - Nyctophilus sherrini
- N.howensis Group
  - Nyctophilus howensis
- N.microtis Group
  - Nyctophilus microtis
  - Nyctophilus walkeri
- N.bifax Group
  - Nyctophilus arnhemensis
  - Nyctophilus bifax
  - Nyctophilus shirleyae
- N.microdon Group
  - Nyctophilus microdon
- N.geoffroyi Group
  - Nyctophilus geoffroyi
  - Nyctophilus heran

Recenti studi hanno stabilito che il taxon Nyctophilus timoriensis è un nomen nudum e le forme assegnate precedentemente ad esso sono state ridistribuite in 5 differenti specie. Tuttavia rimane ancora non chiara la posizione tassonomica di eventuali individui recentemente catturati sull'isola di Timor, i quali potrebbero appartenere a Nyctophilus heran oppure ad una nuova specie..